# Visterniceni

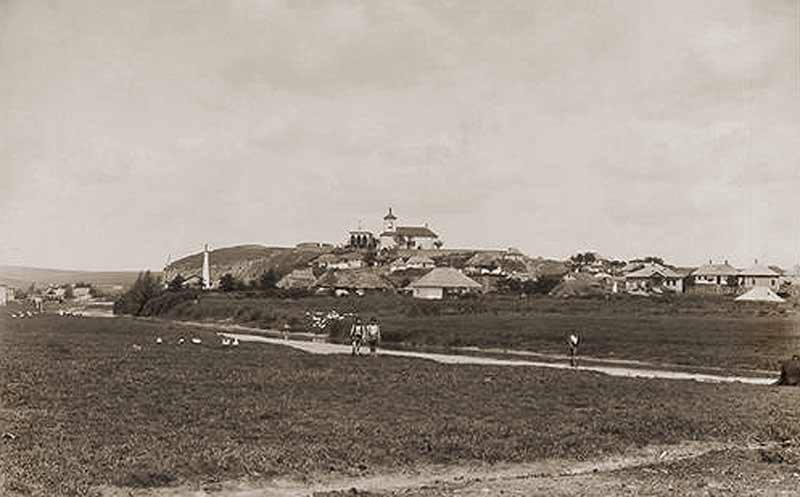
Visternicenii cu biserica locală (actualmente Biserica Sfinții Împărați Constantin și Elena) pe vîrf de deal. Perioada țaristă.

Visterniceni (uneori Vesterniceni; numele provine de la vistiernic, în perioada feudală – „demnitar care avea în sarcina sa administrarea financiară și păstrarea vistieriei statului”) este un cartier din sectorul Rîșcani, municipiul Chișinău, Republica Moldova. Principalele artere sunt străzile: Calea Moșilor și Calea Orheiului, dar și bulevardul Renașterii Naționale.

## Istoric
Visterniceniul s-a dezvoltat pe locul satului medieval, de la care-și trage numele. Astfel, în 1437 seliștea („ocină de pământ”) aparținea secretarului domnesc Mihail Oțel. În 1517, o parte din moșie este cumpărată cu 130 de zloți tătărești de vistiernicul Ieremia, după al cărui dregătorie a fost denumită mai târziu localitatea; tot atunci, se precizează hotarele moșiei. La 1525 același Ieremia donează o parte a moșiei, Mănăstirii Moldovița, aceasta incluzând pământurile de la hotarul Tohatinului până la „zăgazul Chișinăului de pe Bâc”. 
Către anul 1817 satul număra 170 de gospodării țărănești. La mijlocului secolului al XIX-lea, localitatea devine stație de cale ferată pe ruta Chișinău–Ungheni. În perioada postbelică n-a suportat mari schimbări mari în plan edilitar.

## Galerie

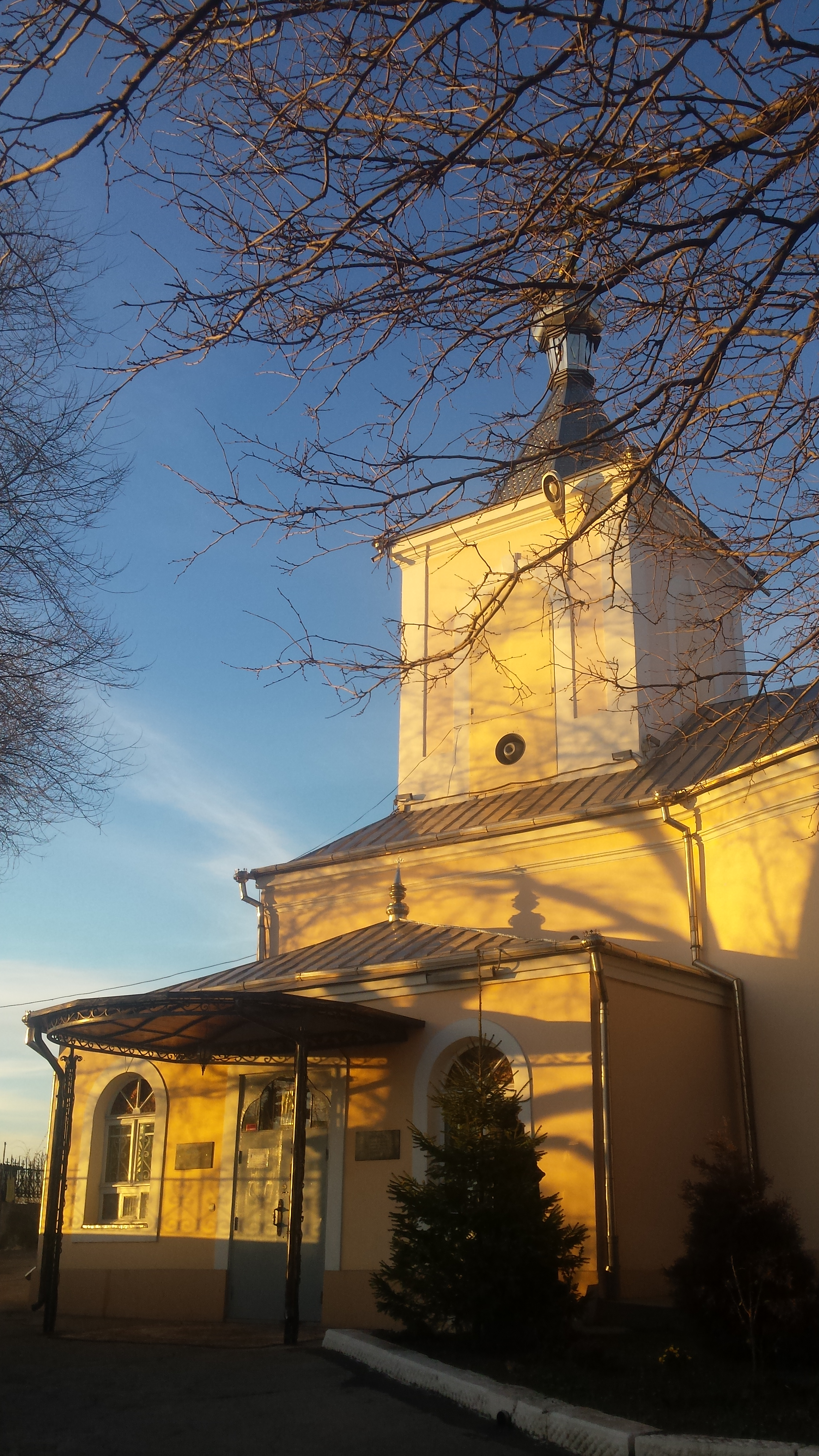
Biserica Sfinții Împărați Constantin și Elena, vedere de aproape.
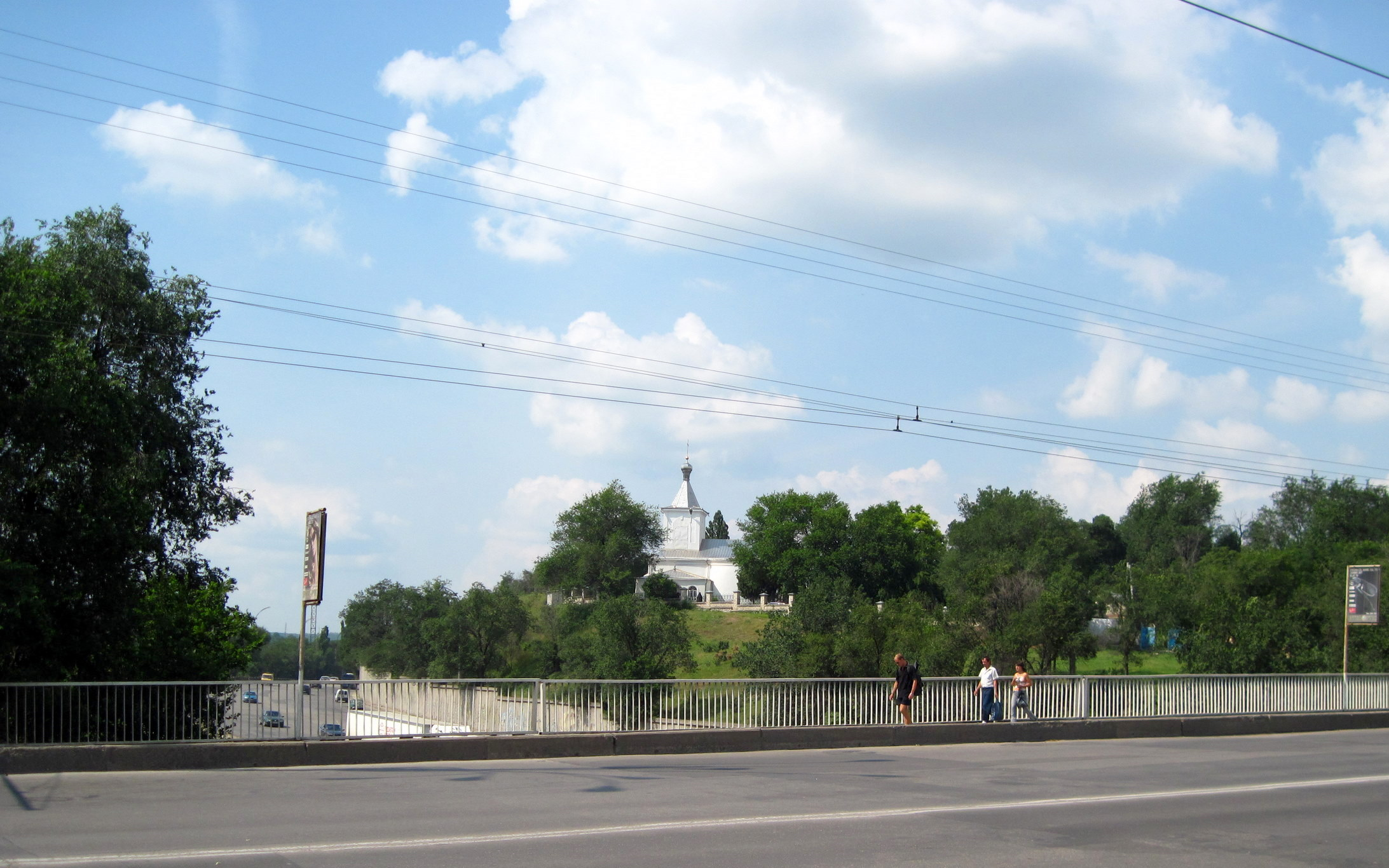
Biserica Sfinții Împărați Constantin și Elena, vedere îndepărtată.
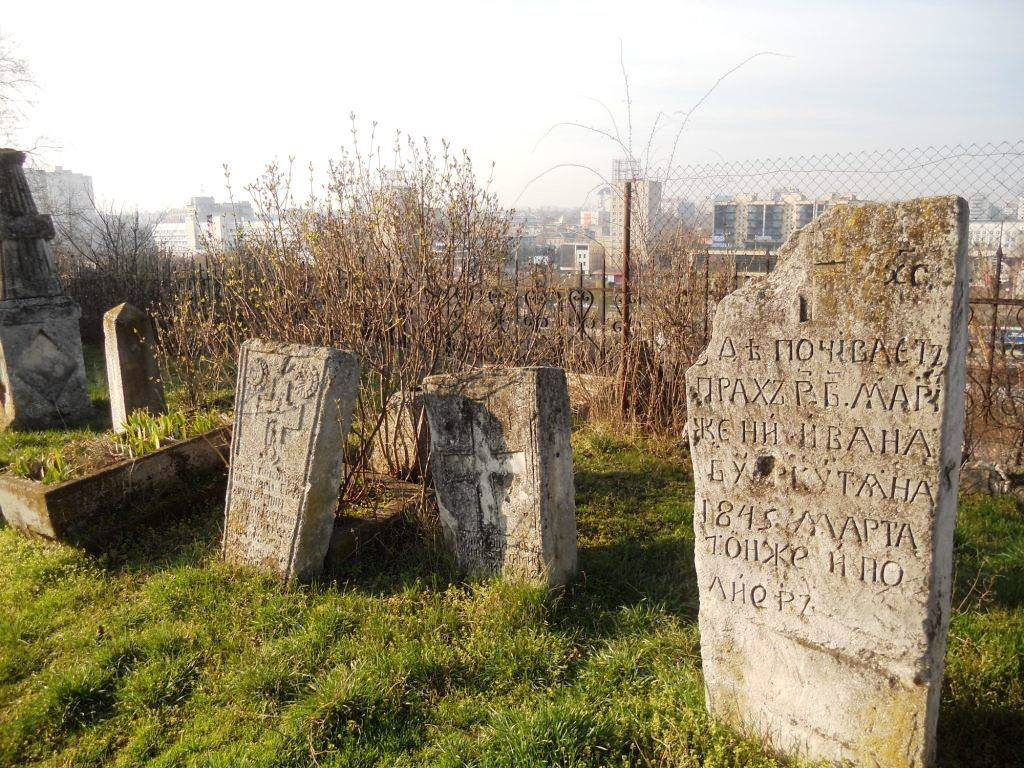
Fostul cimitir al satului, „privește” spre orașul contemporan.

## Vezi și
- Biserica Sfinții Împărați Constantin și Elena din Chișinău
- Circul din Chișinău

## Legături externe
- Chișinău, etapele devenirii urbane (1436 - 1812) Arhivat în 18 martie 2015, la Wayback Machine., istoria.md
- Zona Circului, potențialul cartierului Visterniceni, e-patrimoniu.md
- Cartierul Visterniceni, wikimapia.org